# Wilsveen
Wilsveen is een buurtschap in de Nederlandse gemeente Leidschendam-Voorburg, bestaand uit zogenaamde losse lintbebouwing langs een enkele weg, die thans Wilsveen wordt genoemd (niet: Wilsveenseweg) en die loopt vanaf de scheidslijn tussen de beheersgebieden van de Hoogheemraadschappen Delfland en Rijnland (de zogenaamde Landscheiding) tot aan de grens met de gemeente Zoetermeer, alwaar Wilsveen overgaat in de Voorweg.
Slechts een enkel ANWB-bordje verwijst naar de buurtschap. Halverwege deze weg ligt nog een oud kerkhof, waar vroeger een mariakapel en later een protestantse kerk hebben gestaan. De huidige bebouwing bestaat uitsluitend uit boerderijen, arbeiderswoninkjes en een enkel woonhuis van recentere datum.
Wilsveen wordt omgeven door drie polders: Potteveen ten noordwesten van de weg; de Grote Drooggemaakte Polder ten noordoosten van Wilsveen, en de Nieuwe Driemanspolder ten zuiden van de weg. Op de grens van de twee eerstgenoemde polders ligt langs de zogenaamde Molenvaart een molendriegang. Deze drie molens zijn aangewezen als een Rijksmonument. Door de vroegere grootschalige veenwinning tot op de kleigrond, gevolgd door droogmaking, continue bemaling en inklinking van de bodem is een groot hoogteverschil ontstaan tussen het polderpeil en de omgeving. De genoemde polders liggen 4,50 m tot 4,90 m beneden zeeniveau en worden gekenmerkt door de langgerekte kavels.
Wilsveen werd eind jaren 50 overwogen als groeikern voor Den Haag. Uiteindelijk is toentertijd de keuze gevallen op Zoetermeer. De weg door Wilsveen is een druk bereden sluiproute tussen Leidschendam en Zoetermeer.

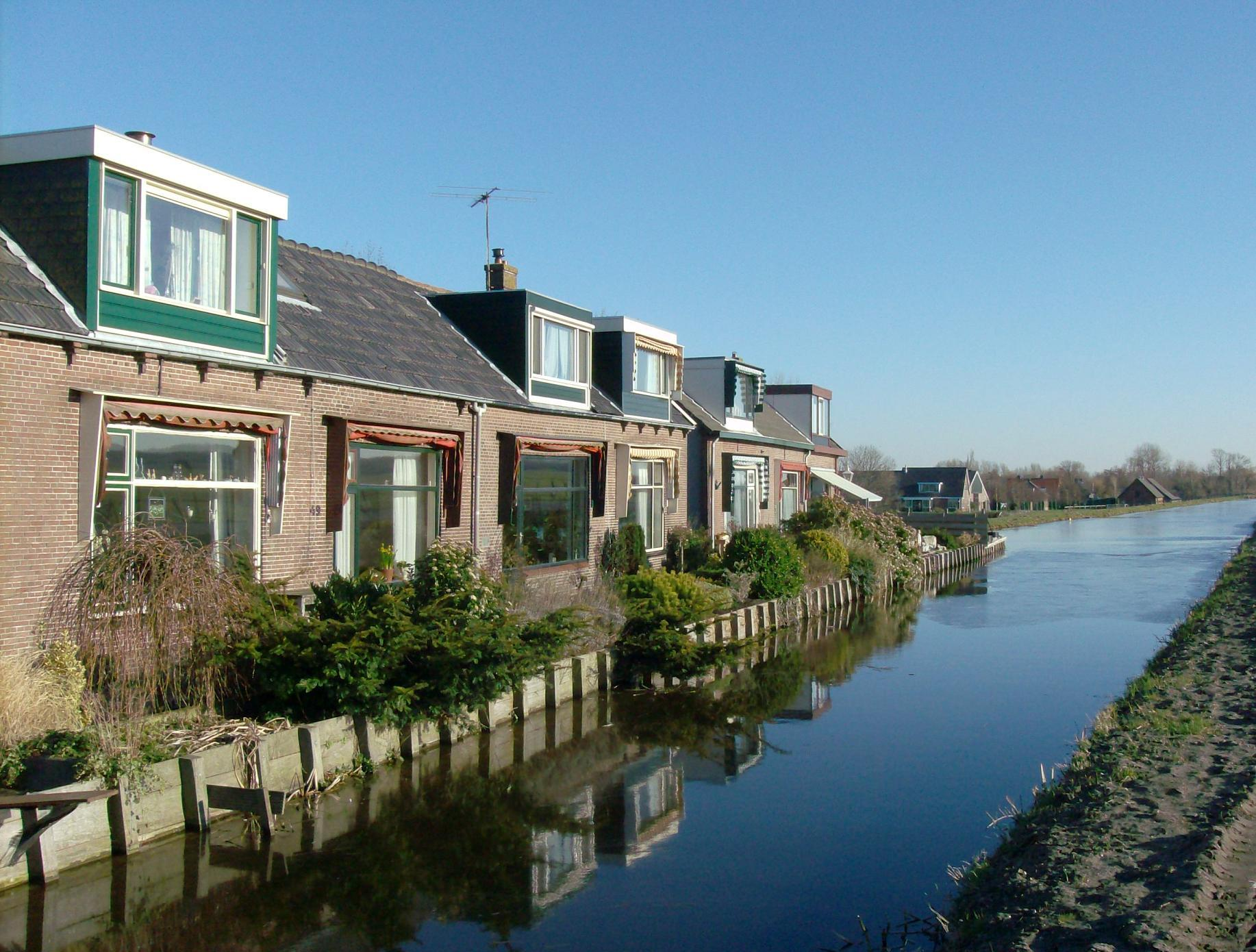
Dijkhuisjes in Wilsveen

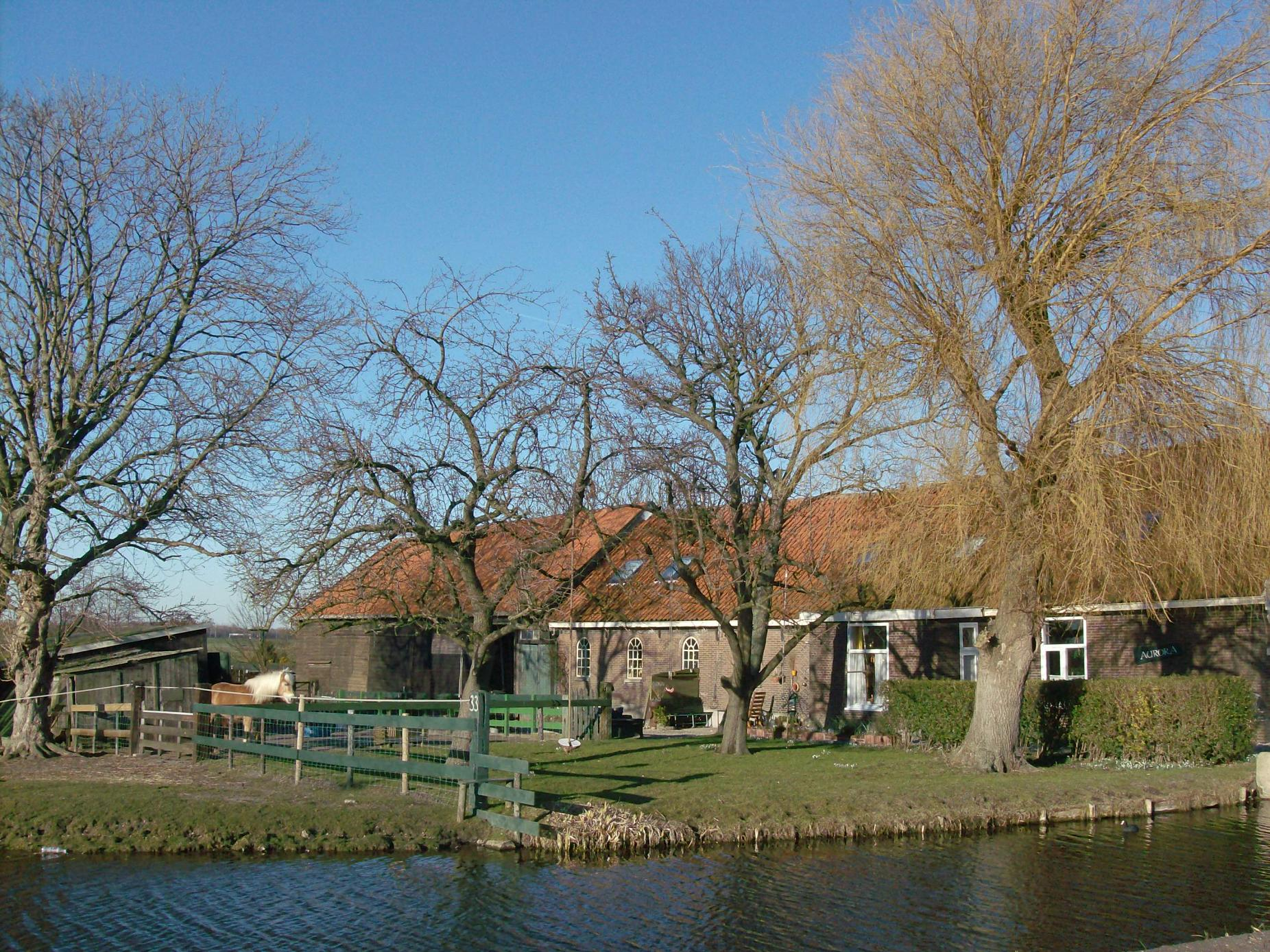
Boerderij Aurora te Wilsveen

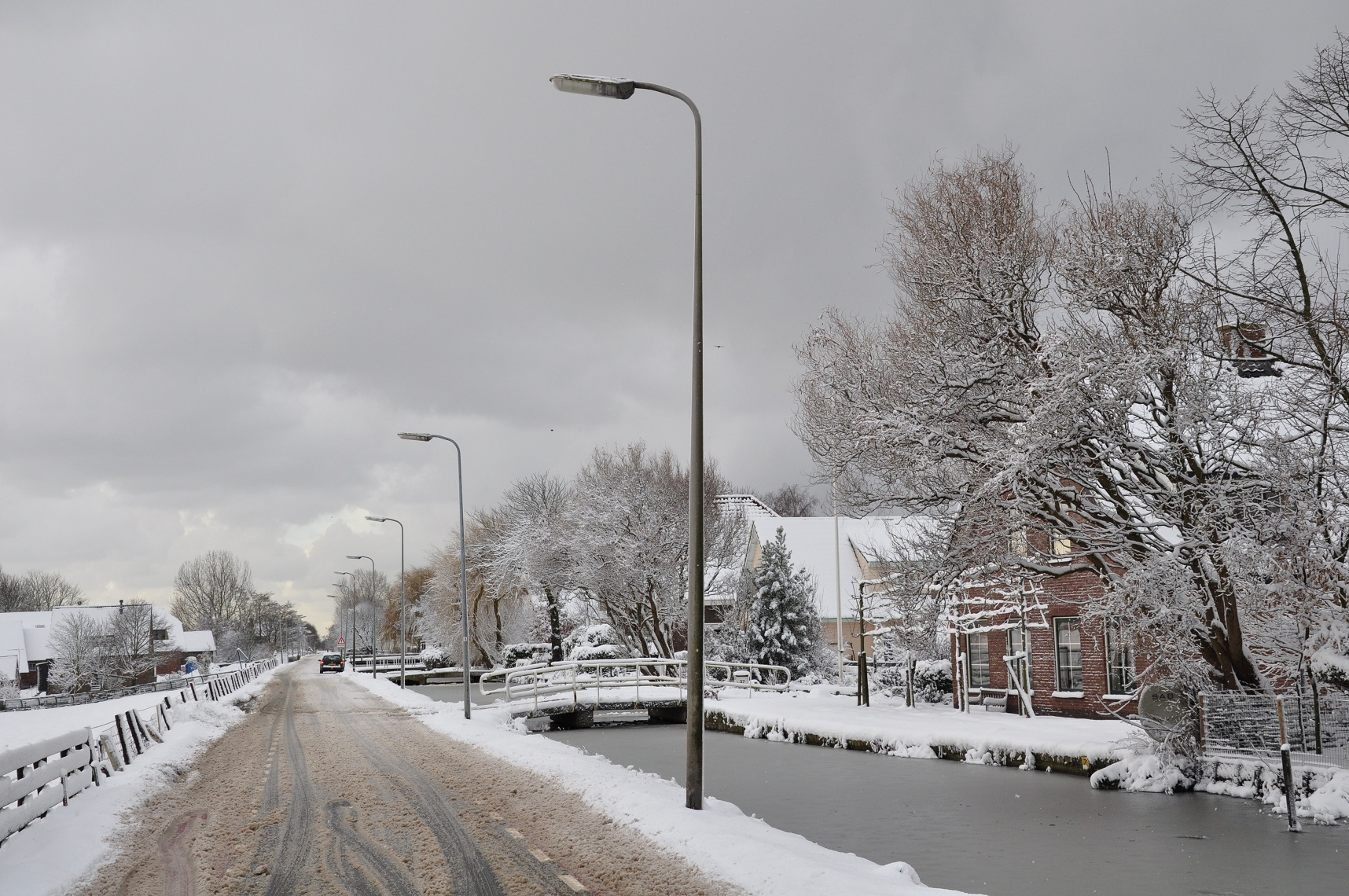
Winter in Wilsveen

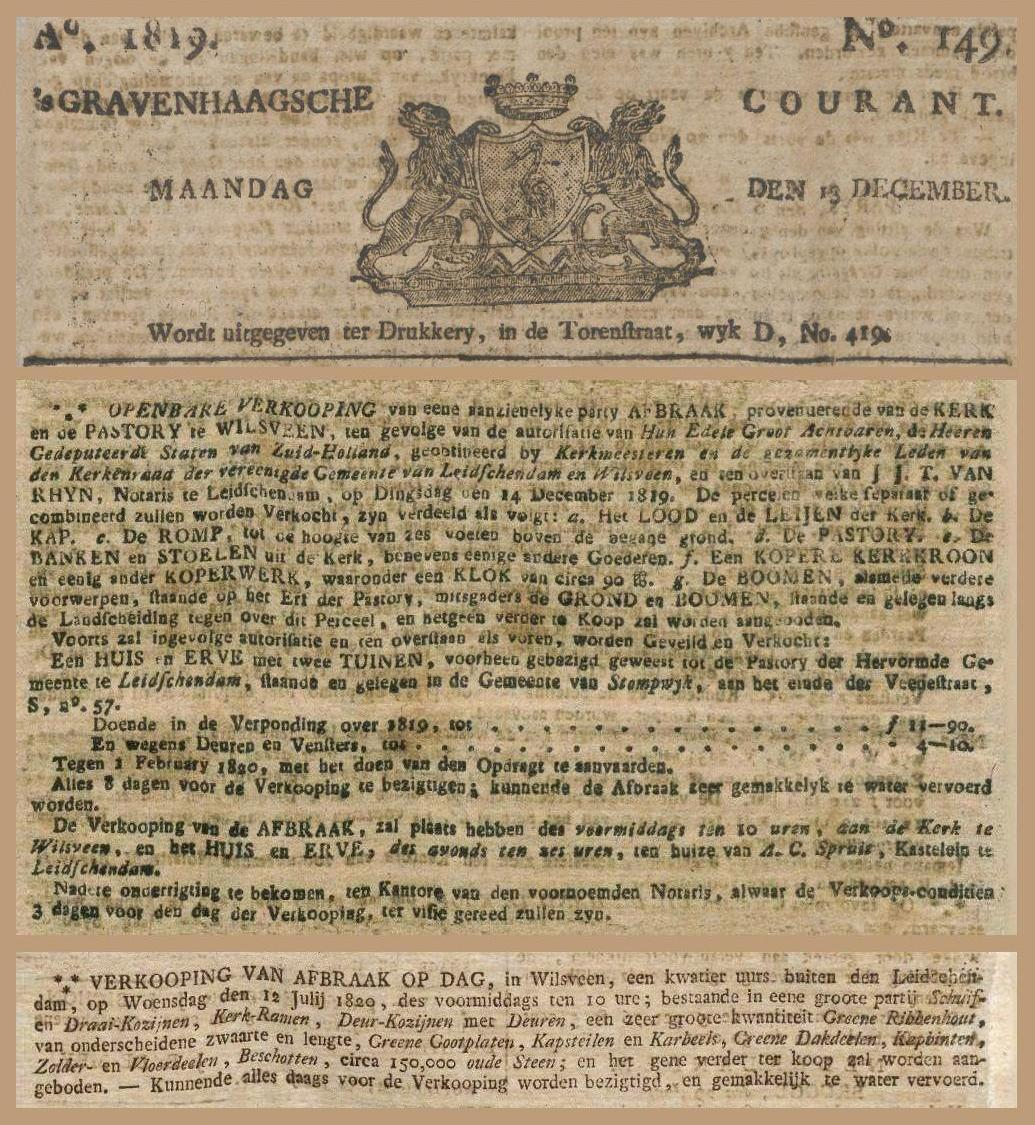
Aankondiging van de openbare verkoop van bouwmaterialen, meubelen en kerkgoederen, vrijkomend vanwege de sloop van de Hervormde kerk en pastorie te Wilsveen in 1819-1820. Het betreft een compilatie van twee advertenties uit de 's Gravenhaagsche Courant: van 13 december 1819 en 3 juli 1820.

## Geschiedenis
De ouderdom van dit gehucht gaat terug tot de 13e eeuw. De naam wordt verklaard als een verbastering van Wildveen, veen in de wildernis, zoals het landschap er toen uitzag. Een andere naamsverklaring, die ook wordt gebezigd is dat het zou gaan om veen van ene Willem of Wil, wat dan Wilsveen werd genoemd. In 1280 spreekt men van Willaems vene. Hoe de verklaring ook luidt, duidelijk blijkt uit de plaatsnaam de reden van het ontstaan van dit gehucht. Zoals in heel Zuid-Holland van de 13e eeuw ontstonden er plaatsen in de moerassige wildernis, waar veen werd gestoken. Dit veen diende in de vorm van turf als brandstof om huizen en gebouwen te verwarmen. Vanaf de 15e eeuw komen er andere middelen van bestaan. Boerderijen verschijnen, waarbij de namen opvallend veel verwijzen naar Maria, wat alles te maken heeft met Wilsveen als bedevaartsoord. Van het begin van de 16e tot het eind van de 17e eeuw was Wilsveen een Maria-bedevaartsoord. Na de Reformatie vormden deze bedevaarten nog ongeveer 100 jaar lang aanleiding tot problemen tussen katholieken en protestanten.

## Bedevaartsoord
In het begin van de 16e eeuw (de exacte datum is onduidelijk) werd uit de veenplassen rond het dorp een Mariabeeldje opgedregd, ter ere waarvan er in de buurtschap een kapel werd gebouwd die Wilsveen tot een Mariabedevaartsoord maakte. Na de komst van het protestantisme (de Reformatie) werd de Mariakapel van overheidswege in 1581 gesloopt. De pelgrims bleven evenwel komen en moesten in 1583 door de Baljuw van Rijnland zelfs met harde hand worden verwijderd. In 1584 werd op vrijwel dezelfde plaats waar de kapel had gestaan een protestantse kerk gebouwd. Ook dit hield de pelgrims niet tegen, en op last van de Staten van Holland -en later bekrachtigd door Prins Maurits-, werden de Mariabedevaarten vanaf 1587 ten strengste verboden. Ondanks de vervolging van katholieken bleven deze toch doorgaan en gaven niet zelden aanleiding tot onlusten. Dit tot grote ergernis van de Zuid-Hollandse synode te Rotterdam waar predikanten zich beklaagden over het feit 'dat er is eene kapelle te Wilsveen, waarbij nog groote afgoderij geschiedt'. De katholieken werden in hun volharding gesterkt door Martinus van Velde, een moedig priester, die op 6 april 1639 overleed aan verwondingen die hij opliep bij een aanslag toen hij bij Gouda de H. Mis opdroeg.
Het Mariabeeldje werd rond 1645 overgebracht naar de Jezuïetenkerk in Delft. Maar de vereringen bleven toch doorgaan in Wilsveen (en niet in Delft), zo blijkt onder meer uit geschriften die in 1656 werden opgesteld om Paus Alexander VII te informeren over de toestand van het katholicisme in Nederland. Ook in katholieke pamfletten uit 1668 wordt de bedevaart nog genoemd. Aan het einde van de 17e eeuw raakten de bedevaarten evenwel in onbruik.
Toen in 1708 de Jezuïeten uit Delft werden verbannen raakte het beeldje zoek. Eeuwenlang bleef de verblijfplaats onbekend. Het heeft tot 1965 geduurd voordat het onverwachts opdook bij een expositie te Delft. Het beeld bleek door een Delftse familie gered en bewaard te zijn en later overgedragen te zijn aan het Catharijneconvent te Utrecht. Een replica staat sedert 1971 in de oude doopkapel achter in de Nootdorpse Bartholomeuskerk, waar verering plaats kan vinden. Wilsveen valt onder de Nootdorpse parochie van de H. Bartholomeus.

## Monumenten
Wilsveen telt 5 rijksmonumenten, 3 gemeentelijke monumenten en nog 5 andere gebouwen die zijn aangemerkt als 'cultuurhistorisch waardevol'.
De vijf rijksmonumenten zijn de drie molens van de molendriegang, een boerderij op Wilsveen N° 2 en de Nederlands-hervormde begraafplaats. De monumenten staan op de lijst van rijksmonumenten in Leidschendam.
Het rijksmonument (No 510303) op Wilsveen 2 is het hoofdgebouw van de boerderij 'Voorzorg' uit 1899. Deze boerderij is een representatief en tamelijk gaaf voorbeeld van het zogenaamde langhuistype, karakteristiek voor het noordelijk deel van Zuid-Holland. Deze boerderij is gebouwd in een stijl die 'overgangsarchitectuur' wordt genoemd, en bevat rijke details met invloeden uit de neorenaissance- en chaletstijl. De boerderij bevat veel glas-in-loodramen en heeft rondbogen of segmentbogen boven deuren en vensters. Deze bogen zijn opgevuld met decoratief metselwerk van gele, rode en zwart geschilderde bakstenen. De voorgevel heeft op de 1e verdieping een zogenaamd 'engelenvenster': een dubbele glasdeur onder een rondboog met twee zijramen. De gevel heeft tevens een prachtig rondboogvormig sierspant met sierlijk houtsnijwerk. Ook van binnen bevinden zich nog veel oorspronkelijke details, zoals een troggewelf in de kaaskelder, klinkerbestrating in het achterhuis, een rond gemetseld waterfornuis, een pomp, en een staldeel met een middenpad met aan weerszijden ruimte voor het vee.

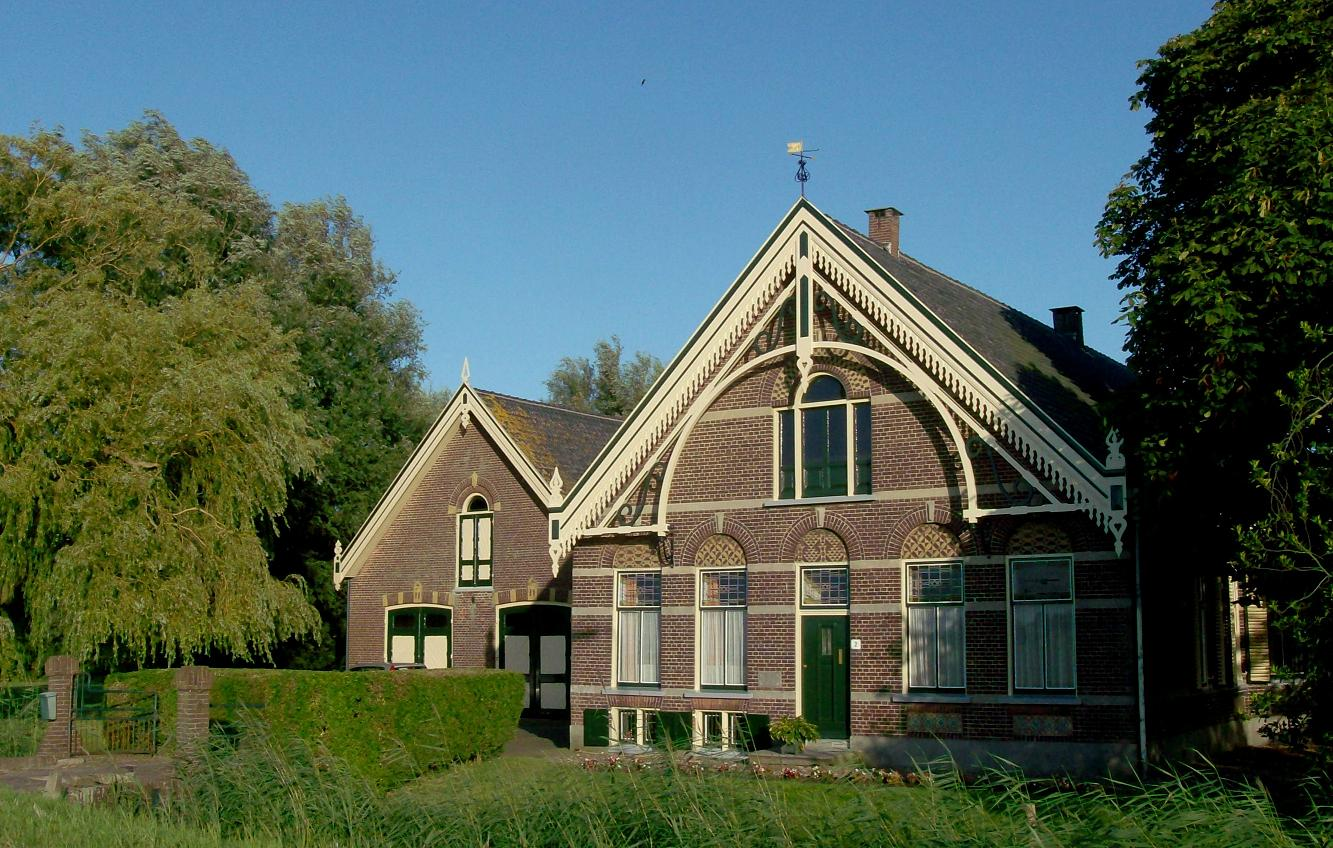
Boerderij 'Voorzorg' op Wilsveen 2, façade
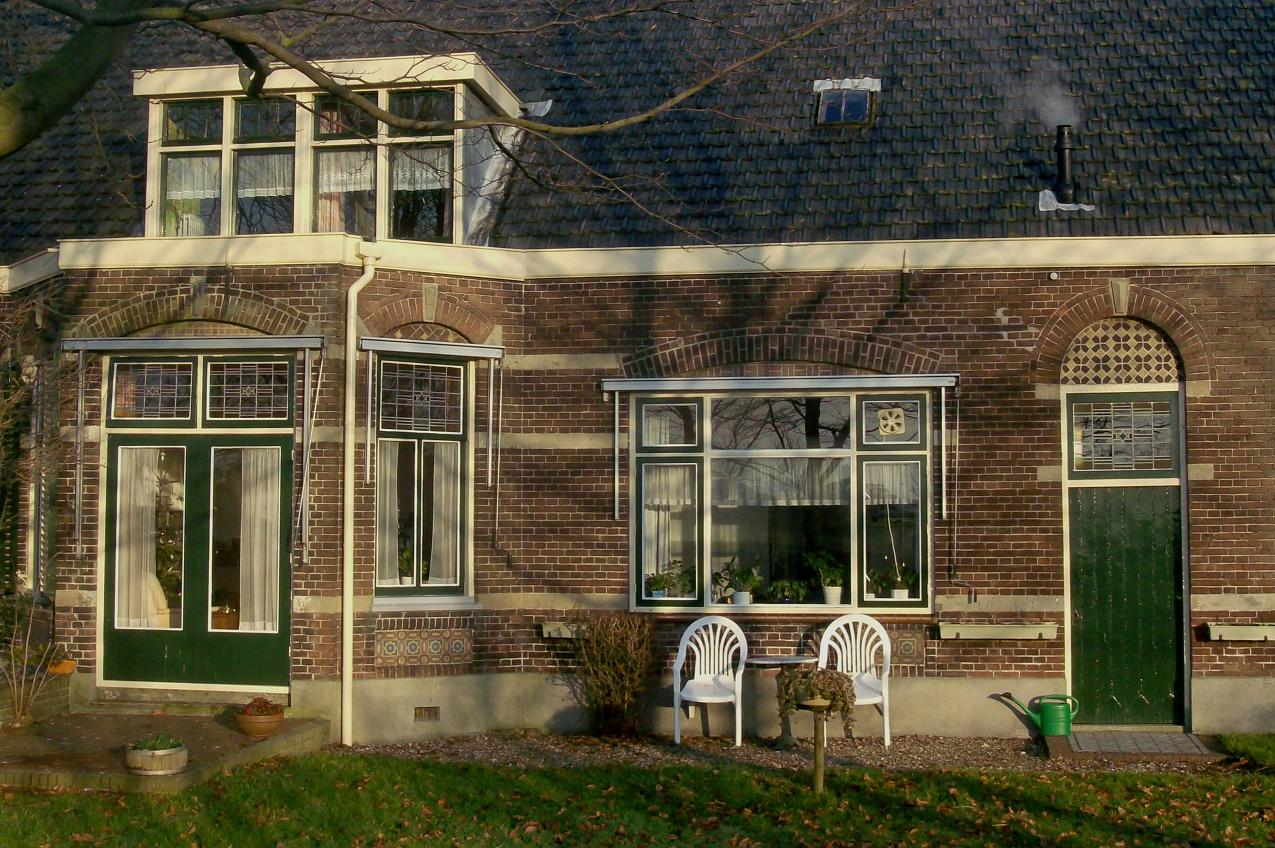
Boerderij 'Voorzorg' op Wilsveen 2, westzijde
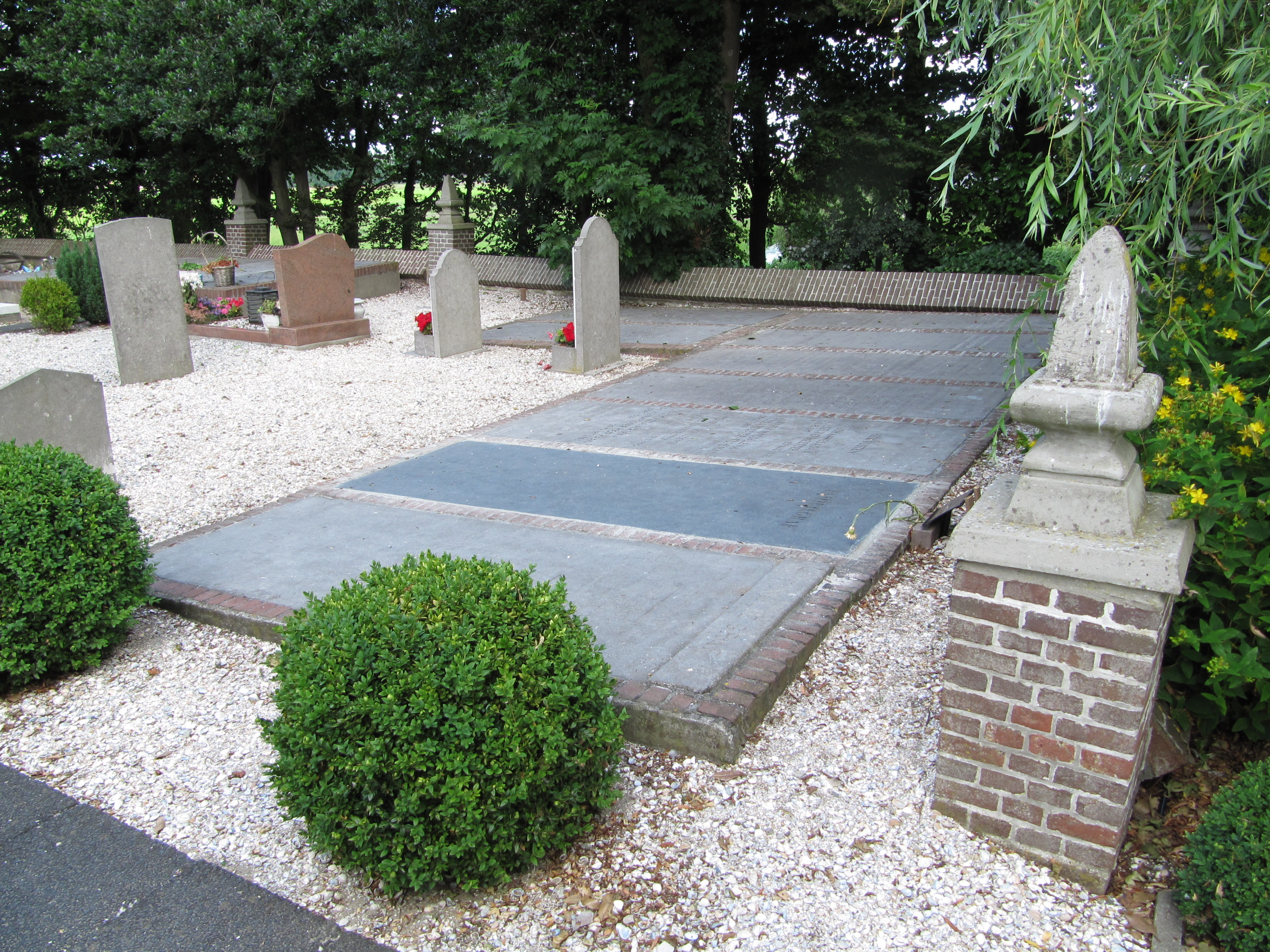
Nederlands Hervormde begraafplaats

De gemeentelijke monumenten zijn de boerderij op Wilsveen N° 6 en twee voormalige boerderijen op Wilsveen N° 1 en 33. De vijf overige cultuurhistorisch waardevolle gebouwen zijn de drie voormalige boerderijen op Wilsveen N° 5, 30 en 32, een stolp bij de boerderij op Wilsveen N° 41 en een bijgebouw bij de boerderij op Wilsveen N° 2.
Leidschendam · Stompwijk · Voorburg    Buurtschappen: Meer · Oostvliet · Wilsveen

Zuid-Holland: Steden en dorpen      Nederland: Provincies · Gemeenten